# Wilmot (Wisconsin)
Wilmot ist ein Ortsteil von Salem Lakes im Kenosha County im US-amerikanischen Bundesstaat Wisconsin. Zu statistischen Zwecken war der Ortsteil bis 2010 zu einem eigenen Census-designated place (CDP) zusammengefasst. Im Jahr 2010 hatte Wilmot 442 Einwohner.

## Geografie
Wilmot liegt im Südosten Wisconsins am Westufer des Fox River und rund 35 km westlich des Michigansees. Die geografischen Koordinaten von Wilmot sind 42°30′46″ nördlicher Breite und 88°10′55″ westlicher Länge. Im Süden von Wilmot, an der Grenze zu Illinois, erstreckt sich mit dem Wilmot Mountain ein kleines Skigebiet.
Nachbarorte von Wilmot sind Trevor (5,4 km östlich), Channel Lake in Illinois (8,8 km südöstlich), Pistakee Highlands (12,9 km südsüdwestlich), Spring Grove in Illinois (10,5 km südwestlich), Richmond in Illinois (13 km westsüdwestlich), Genoa City (15,9 km westlich), Twin Lakes (7,9 km nordwestlich) und New Munster (10,3 nordnordwestlich).
Die nächstgelegenen größeren Städte sind Wisconsins größte Stadt Milwaukee (78,4 km nordnordöstlich), Chicago in Illinois (103 km südsüdöstlich), Rockford in Illinois (90 km westsüdwestlich) und Wisconsins Hauptstadt Madison (142 km westnordwestlich).

## Verkehr
Der entlang des Fox River verlaufende County Highway W führt als Hauptstraße durch Wilmot. Alle weiteren Straßen sind untergeordnete Landstraßen, teils unbefestigte Fahrwege sowie innerörtliche Verbindungsstraßen.
Mit dem Westosha Airport befindet sich am westlichen Rand des Ortsgebiets ein kleiner Flugplatz. Die nächsten Verkehrsflughäfen sind der Milwaukee Mitchell International Airport in Milwaukee (68,3 km nordnordöstlich) und der Chicago O’Hare International Airport in Chicago (76 km südsüdwestlich).

## Bevölkerung
Nach der Volkszählung im Jahr 2010 lebten in Wilmot 442 Menschen in 179 Haushalten. Die Bevölkerungsdichte betrug 123,5 Einwohner pro Quadratkilometer. In den 179 Haushalten lebten statistisch je 2,47 Personen. 
Ethnisch betrachtet setzte sich die Bevölkerung zusammen aus 97,7 Prozent Weißen, 0,2 Prozent (eine Person) Afroamerikanern und 2,0 Prozent amerikanischen Ureinwohnern. Unabhängig von der ethnischen Zugehörigkeit waren 1,8 Prozent der Bevölkerung spanischer oder lateinamerikanischer Abstammung. 
22,2 Prozent der Bevölkerung waren unter 18 Jahre alt, 65,1 Prozent waren zwischen 18 und 64 und 12,7 Prozent waren 65 Jahre oder älter. 47,3 Prozent der Bevölkerung war weiblich.
Das mittlere jährliche Einkommen eines Haushalts lag bei 25.982 USD. Das Pro-Kopf-Einkommen betrug 37.254 USD. 1,8 Prozent der Einwohner lebten unterhalb der Armutsgrenze.